# Himantandraceae
Himantandraceae су фамилија скривеносеменица из реда Magnoliales. Обухвата један род, Galbulimima са две врсте. Статус фамилије је присутан у неколико класификационих схема, па и у најсавременијој APG II. Ареал распрострањења фамилије обухвата Југоисточну Азију и Аустралију. Слично врстама сродне фамилије Degeneriaceae поседују аксиларне цветове и основни број хромозома x=12.